# Dołno Łakoczerej
Dołno Łakoczerej lub Dolno Lakočerej (maced. Долно Лакочереј) – wieś w południowo-zachodniej Macedonii Północnej, w gminie Ochryda.